# MY Большой Медведицы
MY Большой Медведицы (лат. MY Ursae Majoris) — одиночная переменная звезда в созвездии Большой Медведицы на расстоянии (вычисленном из значения параллакса) приблизительно 150 световых лет (около 46 парсеков) от Солнца. Видимая звёздная величина звезды — от +9m до +8,97m.

## Характеристики
MY Большой Медведицы — оранжевый карлик, вращающаяся переменная звезда типа BY Дракона (BY) спектрального класса K0V или K2V. Эффективная температура — около 5067 К.